# Добре-над-Квісою
Добре-над-Квісою (пол. Dobre nad Kwisą, нім. Dober-Pause) — село в Польщі, у гміні Жагань Жаґанського повіту Любуського воєводства.
У 1975-1998 роках село належало до Зеленогурського воєводства.